# Surigao del Norte
Surigao del Norte là một tỉnh của Philippines nằm ở vùng Caraga thuộc vùng lớn Mindanao. Thủ phủ là Thành phố Surigao. Tỉnh này gồm 2 hòn đảo chính đảo Siargao, và đảo Bucas Grande—trong biển Philippine, và một vùng nhỏ ở mũi cực bắc của đảo Mindanao. Phần đất lục địa này giáp Agusan del Norte, và Surigao del Sur về phía nam.
Surigao del Norte là tỉnh cực nam của các tỉnh Mindanao và là một tuyến giao thông quan trọng giữa Visayas và Mindanao. Có nhiều phà chạy qua eo biển Surigao giữa Surigao và đảo Leyte chở khách và xe cộ giữa Liloan ở Nam Leyte và Thành phố Surigao. Ven biển tỉnh này có rừng đước và các loại cây sống trên vùng ngập mặn với diện tích 175 km2.

## Đơn vị hành chính

#### Thành phố
- Thành phố Surigao

### Đô thị=
| - Alegria - Bacuag - Burgos - Claver - Dapa - Del Carmen - General Luna - Gigaquit - Mainit - Malimono | - Pilar - Placer - San Benito - San Francisco (Anao-Aon) - San Isidro - Santa Monica (Sapao) - Sison - Socorro - Tagana-an - Tubod |